# سالار عبد الستار
سالار عبد الستار وهو سياسي وقاضي ووزير عراقي سابق شغل منصب وزير العدل في حكومة مصطفى الكاظمي بين عامي 2020 و 2022.